# Molophilus yabbie
Molophilus yabbie là một loài ruồi trong họ Limoniidae. Chúng phân bố ở miền Australasia.